# Музей Марини і Анастасії Цвєтаєвих
Музей Марини і Анастасії Цвєтаєвих — невеликий меморіальний музей, розташований у місті Феодосія.
Музей розташований у меморіальній будівлі, де в 1913—1914 роках зупинялася А. І. Цвєтаєва. Тут бували Максиміліан Волошин, Марина Цвєтаєва, Сергій Ефрон. З 1999 року зібрана фондова колекція матеріалів (друковані видання, предмети мистецтва, меморіальні речі, велика колекція іконографії, аудіо- і відеоматеріали, автографи тощо).
За музеєм закріпили земельну ділянку, на якій розпочато створення саду на двох терасах.